# 호수의 란슬로트
《호수의 란슬로트》(프랑스어: Lancelot du Lac, 영어: Lancelot of the Lake)는 1974년 개봉한 프랑스의 드라마 영화이다. 로베르 브레송이 감독과 각본을 맡았다. 아서왕 전설, 크레티앵 드 트루아의 작품들 그리고 다양한 기사 문학을 원작으로 하여 제작되었다.

## 출연
- 움베르트 발산

## 기타
- 미술: 피에르 샤보니에